# 弗里德瑙
弗里德瑙（德語：Friedenau，德語：[ˌfriːdə'naʊ̯] ⓘ）是德國柏林滕珀爾霍夫-舍讷貝格区的下属区之一。弗里德瑙是柏林人口密度最高的行政區之一。弗里德瑙是柏林西南郊區的一部分，這裡的大部分建築修建於20世紀初期，建築風格因此幾乎統一。